# مهتاب فرید
مهتاب فرید یک روزنامه‌نگار آمریکایی ایرانی‌تبار است.